# James M. Birney

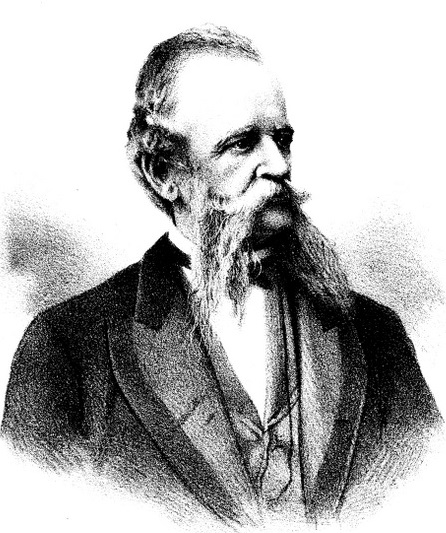
James M. Birney, 1883

James M. Birney (* 17. Juni 1817 in Danville, Kentucky; † 8. Mai 1888 in Bay City, Bay County, Michigan) war ein US-amerikanischer Politiker aus Michigan.

## Werdegang
James M. Birney, ältester Sohn von Agatha (McDowell) und James G. Birney, dem US-Präsidentschaftskandidaten von 1840 und 1844, wurde 1817 in Danville geboren. Er verbrachte seine ersten Jahre in Alabama und Kentucky. Er besuchte das Centre College in Danville und graduierte 1826 an der Miami University in Oxford, Ohio. Anschließend war er die nächsten zwei Jahre als Professor für Griechisch und Latein angestellt. Danach studierte er Jura am Yale College in New Haven, Connecticut. Während seines Aufenthaltes in New Haven heiratete er Amanda Moulton, die Stieftochter von Nathaniel Bacon, Esquire von New Haven.
Nach seinem Studium ließ sich Birney in Cincinnati nieder, wo er bis 1856 als Anwalt praktizierte. Als sein Vater krank wurde, zog er nach Saginaw Valley in Michigan, wo er sich um die Geschäfte seines Vaters kümmerte, da er große Investitionen in dem gemacht hatte, was heute Bay City wurde. Birney zog im Sommer 1857 mit seiner Familie dorthin. Eins von Birneys bedeutendsten frühen Gesetzen im Staatsdienst war 1857 die Verabschiedung des Gesetzes in der Michigan Legislature, was den Namen von "Lower Saginaw" zu Bad City änderte. 1856 bekam Birney eine Auszeichnung für die Herausgabe der ersten Stadtzeitung, der Bay City Press, die erst wenigen Wochen bestand.
Birney wurde 1858 als republikanischer Kandidat für den Senat von Michigan nominiert. Zu der Zeit war der Senatsdistrikt fest in den Händen der Demokratischen Partei. Dementsprechend war er als bedeutender Erfolg gesehen, als Birney bis auf fünf alle Stimmen des Distriktes innerhalb des Bay County sammelte. Er war eine einzige Amtszeit im Senat tätig, wo er den Saginaw-Distrikt repräsentierte. In dieser Zeit war er der Vorsitzende im Ausschuss für öffentliche Bildung (Committee on Public Instruction) und Mitglied des Justizausschusses.
1860 wurde er durch die State Republican Convention als Kandidat für den Posten des Vizegouverneurs mit Austin Blair als Kandidaten für den Gouverneursposten nominiert. Birney wurde in das Amt mit einer Mehrheit von über 20.000 Stimmen gewählt. Während seiner Amtszeit als Vizegouverneur trat eine Vakanz am 10. Bezirksgericht von Michigan ein, so dass ihm der Gouverneur den Posten anbot. Birney trat am 3. April 1861 als Vizegouverneur zurück, nahm die Ernennung zum Richter an und bekleidete den Posten die nächsten vier Jahre. Er verlor die nächste Richterwahl, so dass ihm Jabez G. Sutherland nachfolgte.
Nach seiner Zeit als Richter gründete er 1871 den Bay City Chronicle als eine wöchentliche, republikanische Zeitung und im Juni 1873 begann er damit den Morning Chronicle herauszugeben. Ferner war er 1872 ein Delegierter für Michigan bei der Republican National Convention.
1872 nominierte der Gouverneur Henry P. Baldwin Birney dem US-Präsidenten Ulysses S. Grant als Centennial Commissioner für Michigan, der den 100. Jahrestag der Unabhängigkeitserklärung der Vereinigten Staaten 1876 zelebrieren sollte. Allerdings war er außerstande diesen Posten zu bekleiden, da er am 17. Dezember 1875 zum US-Gesandten in den Niederlanden ernannt wurde. Er reiste 1876 nach Den Haag ab und diente dort bis 1882.
Birney starb am 8. Mai 1888 in Bay City und wurde dann auf dem dortigen Pine Ridge Cemetery beigesetzt. Er hatte fünf Kinder mit seiner Ehefrau Amanda: James G. Birney, Arthur Moulton Birney, Sophia Hull (Blackwell), Alice (Mrs. Frank Blackwell) und ein Kind, das in der Kindheit starb. Das älteste, James G., war Captain im 7. Freiwilligenregiment von Michigan und starb als Beamter in der regulären US-Army.